# حوزه انتخابیه اول تنسی
حوزه انتخابیه اول تنسی یک حوزه انتخابیه مجلس نمایندگان آمریکا است که در ایالت تنسی قرار دارد.